# Monastero del Corpo di Cristo
Il monastero del Corpo di Cristo, con annessa chiesa di San Leucio, è un ex convento dalle forme barocche situato a Borgo, frazione di Montoro, in provincia di Avellino.

## Storia
Il complesso originario fu edificato quale sede dell'ospedale militare di San Giovanni Gerosolimitano probabilmente già nel 1179, a opera dei canonici del vescovato di Montoro.
Il monastero fu fondato nel 1577 su concessione del papa Gregorio XIII, riunificando in un unico complesso, sul luogo dell'antico ospedale, anche la quattrocentesca chiesa del Corpo di Cristo e il tardo trecentesco priorato verginiano di San Cristoforo.
Nel 1694 il convento fu probabilmente danneggiato da un forte terremoto, che provocò notevoli danni in tutta la zona.
Fino al 1807, anno della soppressione napoleonica degli ordini religiosi, il monastero fu sede di priorato dei monaci di Montevergine, mentre la chiesa rimase parrocchiale; nel 1843 la vicina parrocchia di San Pantaleone fu aggregata a quella di San Leucio e reintitolata ai due santi.
In seguito l'ex complesso conventuale, alienato dal Comune a privati, fu modificato e adibito a usi residenziali.
Nel 1980 e nel 1981 due forti scosse telluriche provocarono ingenti danni all'edificio, alcuni anni dopo riacquistato dal Comune, che ne decise il consolidamento strutturale e il completo recupero, eliminando anche le superfetazioni incongrue; il progetto fu redatto nel 1988, ma i lavori furono avviati solo dopo alcuni anni. Altri interventi furono eseguiti nel 2015.

## Descrizione
La chiesa si sviluppa su un impianto a navata unica, affiancata da una serie di nicchie e cappelle laterali.
La simmetrica facciata barocca, delimitata da due lesene coronate da capitelli, è caratterizzata dalla presenza dell'ampio portale d'ingresso centrale ad arco ribassato, delimitato da una cornice modanata; più in alto si trovano tre monofore ad arco ribassato, di cui la centrale cieca decorata con un affresco, mentre in sommità si staglia un grande frontone triangolare a coronamento del prospetto.
All'interno la navata, sormontata da una volta a botte lunettata, è scandita lateralmente da paraste, a sostegno del cornicione perimetrale in aggetto; le pareti e le coperture sono riccamente decorate con stucchi e dipinti.
All'interno della cantoria della chiesa si trova un organo da 19 registri datato al 1617 e con ante pitturate a mano da anonimo. Nel 2019 da un organaro locale viene svolta una perizia che dichiara la quasi totale originalità dello strumento. Nel 2024 l'organista Manuel Copertino, scrive un fascicolo riguardo l'organo della suddetta chiesa e nel 2025 coordina i lavori per una parziale pulitura dello strumento, tutt'ora in atto.
Nella congrega si trova invece un organo positivo del secolo successivo, che tuttavia non è funzionante e urge di restauro.